# قائمة الأفلام اللبنانية في الترشيحات الأولية لجائزة الأوسكار لأفضل فلم أجنبي
قدمت لبنان أفلامًا لجائزة الأوسكار لأفضل فيلم روائي دولي  منذ عام 1978. تقدم أكاديمية فنون وعلوم الصور المتحركة الأمريكية الجائزة سنويًا للأفلام الطويلة المُنتجة خارج الولايات المتحدة وتحتوي بصورة أساسية على حوارات بلغة غير إنجليزية. في عام 2019، قدمت لبنان ستة عشر فيلماً لنيل الجائزة، وكان فيلم قضية رقم 23 أول فيلم رُشح لها.

## الأفلام المُقدمة
شجعت أكاديمية فنون وعلوم الصور المتحركة الصناعات السينمائية في دول مختلفة لتقديم أفضل أفلامهم لنيل جائزة الأوسكار لأفضل فيلم بلغة أجنبية منذ عام 1956. تشرف لجنة جائزة أفلام اللغات الأجنبية على العملية وتراجع جميع الأفلام المقدمة. بعد ذلك، يدلون بأصواتهم عبر الاقتراع السري لتحديد المرشحين الخمسة للجائزة.  في الأسفل هناك قائمة لبنان للأفلام المقدمة لتراجعها الأكاديمية للجائزة حسب السنة وحفل توزيع جوائز الأوسكار.
تقدم لبنان لأول مرة بـوعد الحب ، وهو إنتاج مشترك مع أمريكا اللغة الأرمنية. بعد عشرين عامًا، بدأت لبنان في تقديم أفلام باللغة العربية باستمرار، العديد منها تضمن أيضًا اللغة الفرنسية.
برز تاريخ لبنان المعاصر ولا سيما الحروب والانقسامات العرقية للبلد في الأفلام الوطنية المقدمة. يتمحور فيلم «بيروت الغربية» على صداقة قائمة بين مراهقين يدينون بالإسلام وبالمسيحية إبان الحرب الأهلية سنة 1975، بينما تناول فيلم البيت الزهري مجتمعًا يعمر نفسه في أعقاب الحرب. وتدور أحداث فيلم «تحت القصف» في خضم أنقاض حرب لبنان القصيرة مع إسرائيل في 2006، وركز فيلم «طيارة من ورق» على مجتمع منفك إلى قسمين على الحدود اللبنانية-الإسرائيلية الحالية بعدما كان في السابق مجتمعًا متماسكًا. وكان «سكر بنات» فيلمًا دراميًا كوميديًا عن صالون تجميل نسائي، وفيلم «بوسطة» فيلم موسيقي عن فرقة حديثة من الموسيقيين المتنقلين، حيث حقق أفضل مبيعات في أكبر شبابيك التذاكر في لبنان وكان عن أصحاب مقربين من خلفيات دينية مختلفة. كان فيلم «لما حكيت مريم» مختلفًا عن ما ذكر في الأعلى فقد كان يتضمن قصة حب ثنائي يهدد زواجهما عقم الزوجة.
كان «سكر بنات» أول فيلم يعرض في صالات العرض الأمريكية، وغالبًا ما يُنظر له أنه فاق التوقعات إذ نجح بالترشّح، إلا أنه لم ينتقل إلى المرحلة التالية.